# 홀리 디그나드
홀리 디그나드(Holly Elissa Dignard, 1979년 10월 1일 ~ )는 캐나다의 배우이다.
멍크턴에서 태어났다.

## 영화
- 버스 드라이버 (2016년)
- 텍스트얼리티 (2011년)
- 히 러브스 미 (2011년) - 샤롯 역
- 지구대충돌 (2011, Collision Earth)
- 알래스카 대지진 (2010년) - 에밀리 웹스터 역
- 포울러 스톰 (2009년) - 신시아 메이필드 역
- 킬 스위치 (2008년)